# گردآوری داده
گردآوری داده (به انگلیسی: data collection یا data acquisition) به فرایند گردآوری و آماده‌سازی داده برای پردازش گفته می‌شود. هدف از گردآوری داده به‌دست آوردن اطلاعات به‌منظور ثبت اتفاقات، تصمیم‌گیری، یا گزارش اطلاعات به دیگران است. اساساً اطلاعات با در نظر گرفتن هدف نهایی گردآوری می‌شوند.
گردآوری داده معمولاً در مراحل اولیهٔ هر پروژه‌ای انجام می‌شود و شامل مراحل زیر است:
1. کارهای پیش از گردآوری — شامل توافق برسر تعاریف، روش‌ها، اهداف و فرمت (قالب) دادهٔ نهایی.
2. گردآوری داده
3. ارائهٔ یافته‌ها — شامل به تصویر کشیدن، تحلیل، مرتب‌کردن[۳] و غیره.